# Nikolaï Klodt von Jürgensburg
Pour les articles homonymes, voir Clodt et Jürgensburg.
Nikolaï Klodt von Jürgensburg ou Nikolaï Clodt von Jürgensburg (en russe : Николай Александрович Клодт фон Юргенсбург) (1865-1918) est un peintre paysagiste russe, et réalisateur de décors pour le théâtre.

## Biographie
Nikolaï Klodt est né le 2 octobre 1865 (14 octobre dans le calendrier grégorien) à Saint-Pétersbourg dans l'Empire russe et est mort le 23 septembre 1918. Il est le petit-fils du sculpteur et fondeur Peter Clodt von Jürgensburg connu pour les statues de chevaux sur le Pont Anitchkov. Il avait comme oncles le peintre réputé Mikhaïl Petrovitch Klodt (ru) et le peintre de paysage de la seconde moitié du XIXe siècle Mikhaïl Klodt.

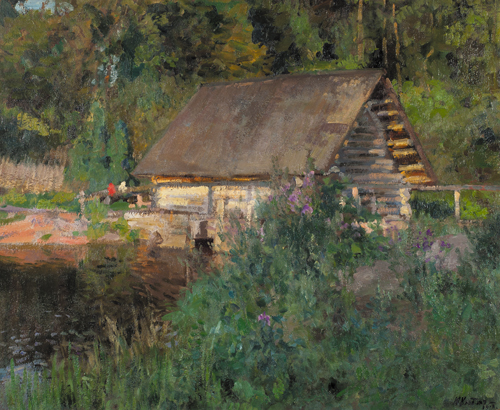
L'été

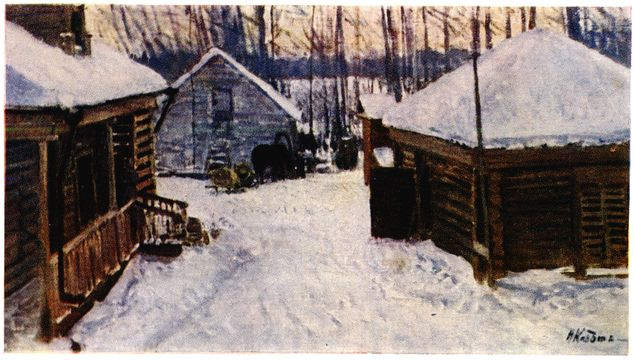
L'hiver

Nikolaï Klodt termine ses études à l'École de peinture, de sculpture et d'architecture de Moscou en 1886. Il y a appris le dessin avec des peintres tels que Vladimir Makovski et Evgraf Sorokine. À la fin des années 1880, début des années 1890, il devient enseignant à l'Institut des beaux-arts Anatoli Gunst. (Anatoli Gunst (ru)).
Dans les années 1880 et 1890, Nikolaï Klodt voyage dans le nord de la Russie, dans les villes de la Volga. Dans les années 1900, il accomplit plusieurs fois des voyages dans le Caucase, en Crimée. En 1900, il visite Paris, et en 1906 et 1908 la Bretagne, Genève, Biarritz, Gênes.
Les toiles les plus connues de Nikolaï Klodt sont : Au nord. La Finlande, Avril, Dégel, Pêche, À Samarcande, La baie Solovetski, Café sur la rive, Au Lac Léman, Sur la rivière, Yalta, Jour de marché, Jour gris , Ombres du soir, Automne, Soirée d'été, Train de Samoyèdes, Toundra, La Taïga au lac Baïkal, Automne dans le nord, Le Turkestan, Le temple Chir-dor sur la place Registan à Samarcande. Klodt aimait beaucoup la nature qu'il ressentait forte et pénétrante. Le peintre Igor Grabar considérait Nikolaï Klodt comme un maître inéstimable de la peinture.
Lors des préparatifs de l' Exposition universelle de 1900 à Paris, Klodt prend une part active à la réalisation du pavillon russe.
À partir de 1901, Nikolaï Klodt travaille comme artiste décorateur pour les théâtres de Moscou et de Saint-Pétersbourg. En 1901, ensemble avec Constantin Korovine il réalise les décors du ballet Le Petit Cheval bossu au Théâtre Bolchoï. En 1903 sur une esquisse d'Alexandre Benois il conçoit les décors du Théâtre Mariinsky pour Le Crépuscule des dieux. En 1914 il réalise avec d'autres peintres parmi lesquels Constantin Korovine les décors du ballet La Belle au bois dormant au Théâtre Mariinsky. Klodt a également travaillé dans ce domaine avec Alexandre Golovine.
Nikolaï Klodt participe aux expositions de la Société de Moscou des amateurs d'art (1889, 1892—1895, 1897), et à celles de l' Amicale des artistes de Moscou (1893—1895, 1899, 1901), et encore des Ambulants (1894), de l'exposition des 36 artistes (1901, 1902), de l' Union des peintres russes (1903—1917),.
Nikolaï Klodt meurt le 23 septembre 1918. Il est enterré au Cimetière Vagankovo à Moscou.

## Mémoire
Aujourd'hui les œuvres de Klodt sont exposées dans différents musées parmi lesquels celui du paysage à Plec (Musée-réserve de l'État d'histoire, d'architecture et de peinture de Ples), celui de Vologda (Galerie de peinture de l'oblast de Vologda), au Musée russe de Saint-Pétersbourg.

## Galerie

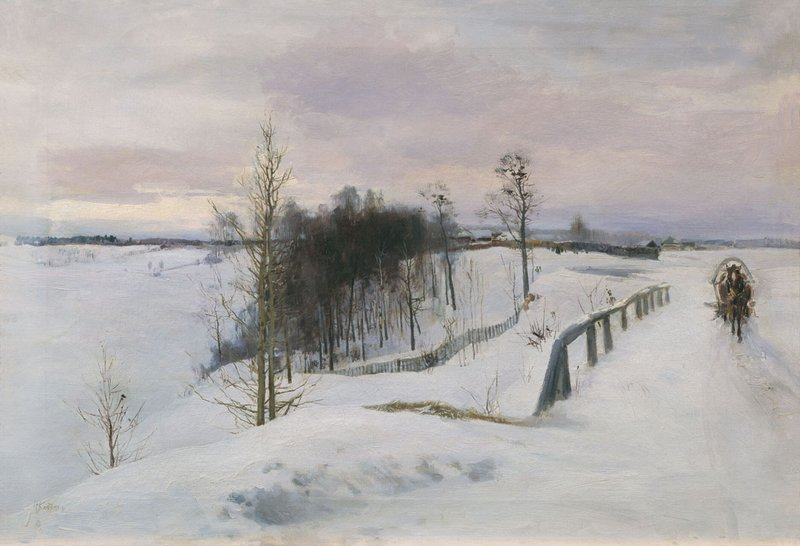
Paysage d'hiver au petit pont et au traineaux
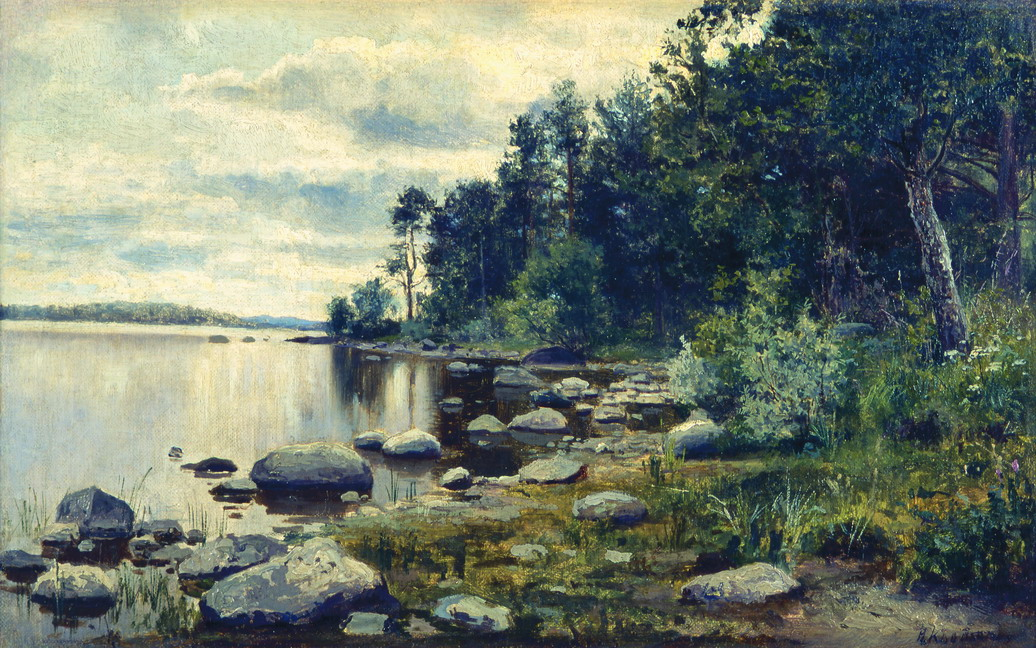
Bords caillouteux
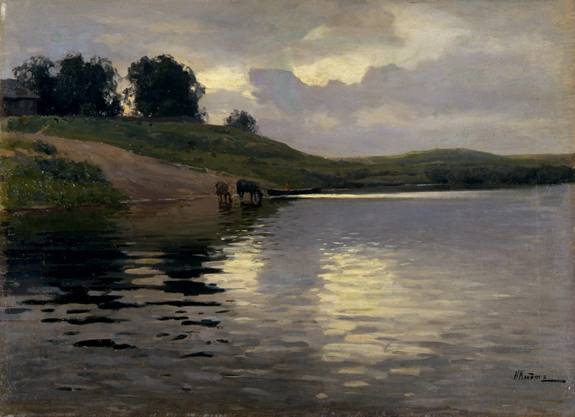
Paysage de rivière
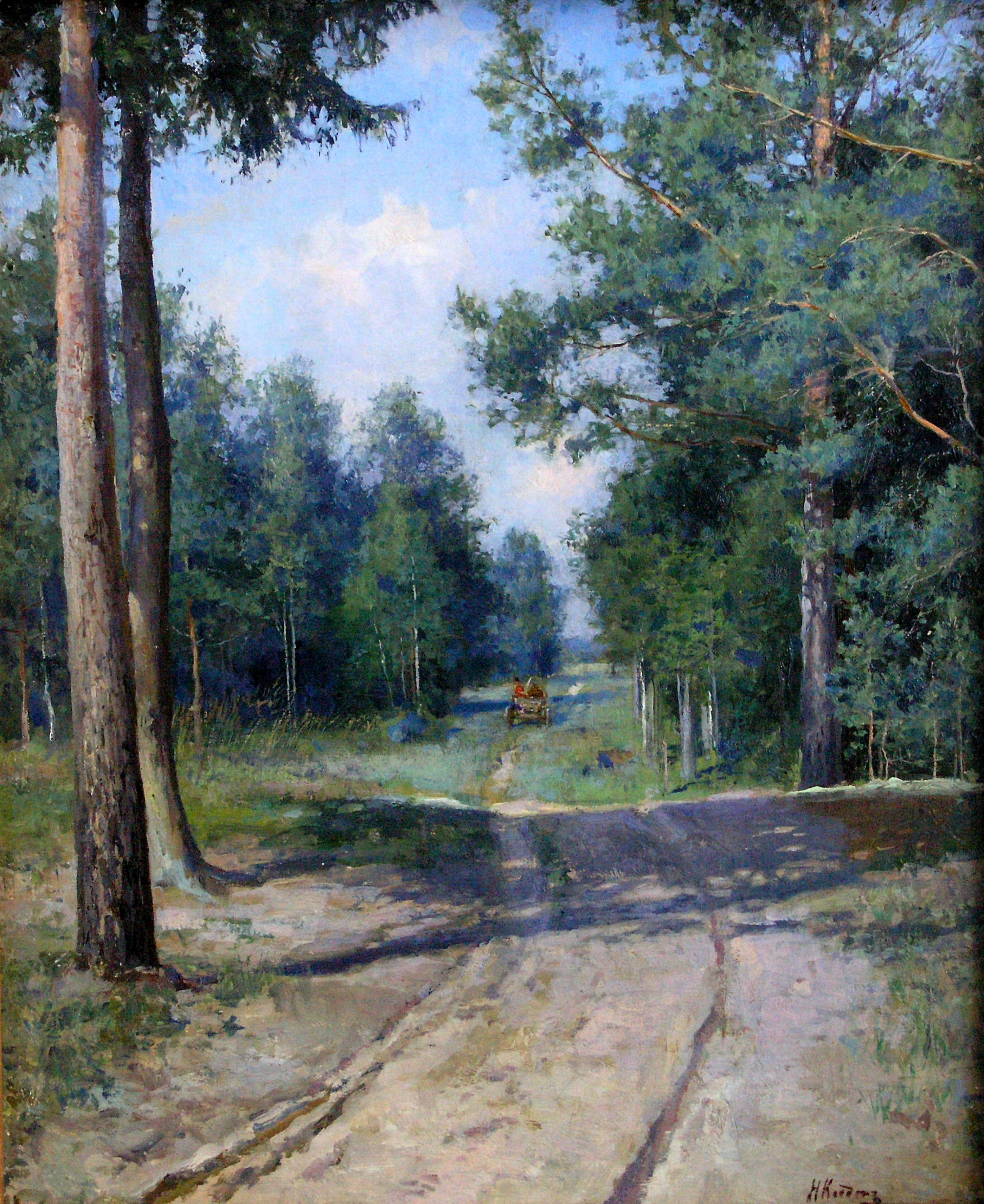
Chemin forestier